# Meranoplus birmanus
Meranoplus birmanus (лат.) — вид муравьёв рода Meranoplus из подсемейства Myrmicinae (Formicidae). Эндемик Юго-Восточной Азии. Видовое название происходит от старого именования страны (Бирма—Мьянма), где найдена типовая серия.

## Распространение и экология
Юго-Восточная Азия: Мьянма.

## Описание
Длина рабочих около 4 мм, длина головы 0,9 мм. Основная окраска тела тёмно-коричневая. Сложные глаза с 12—13 омматидиями в длинном ярду. От близких видов отличается следующими признаками: дорсальные поверхности головы и промезонотального щита блестящие, с бороздками и костулами; петиоль в профиль отчетливо узкий. Мандибулы с четырьмя зубцами. Усики 9-члениковые с булавой из 3 вершинных члеников. Проподеум с двумя короткими шипиками. Стебелёк между грудью и брюшком состоит из двух члеников: петиолюса и постпетиолюса (последний чётко отделён от брюшка). Постпетиоль в профиль узловатый и с выпуклым дорсальным контуром; в дорсальном виде постпетиоль не имеет чёткого гребня. Вид был впервые описан в 1999 году австрийским мирмекологом Штефаном Шёдлем (Stefan Schödl; 1957—2005), а его валидный статус подтверждён в 2024 году.